# Aulosepalum nelsonii
Aulosepalum nelsonii är en orkidéart som först beskrevs av Jesse More Greenman, och fick sitt nu gällande namn av Leslie Andrew Garay. Aulosepalum nelsonii ingår i släktet Aulosepalum och familjen orkidéer. Inga underarter finns listade i Catalogue of Life.